# 吉姆·巴顿
吉姆·巴顿（英語：Jim Barton，1956年3月3日—），生于田纳西州林肯縣，美国男子帆船运动员。他曾代表美国参加1996年夏季奥林匹克运动会帆船比赛，获得三人艇索林级铜牌。